# Jean Labasse
Jean Labasse est un géographe et banquier français né le 10 juillet 1918 à Lyon (Rhône) et mort le 1er août 2002 à Uzès (Gard).

## Biographie
En décembre 1953, il soutient une thèse de doctorat à la Faculté des Lettres de Lyon, sous la direction d'André Allix, intitulée Les capitaux et la région : étude géographique. Essai sur le commerce et la circulation des capitaux dans la région lyonnaise,. Elle est publiée en 1955 chez Armand Colin. En 1957, il soutient à l'université de Grenoble une thèse complémentaire consacrée à la banque Guerin et à la crise générale de 1810-1811 dans la soierie lyonnaise. Elle est publiée aux Presses universitaires de France, dans la collection « Cahiers d'histoire ».
Il est membre du Comité d’aménagement de la région lyonnaise, créé dans les années 1950, au sein duquel il anime la commission « Transports » avec le géographe Michel Laferrère.
Selon Jacques Bonnet, ses travaux sont « à l'origine de toutes les études de réseaux urbains qui se sont multipliées en France dans la décennie 1960 ».
Succédant à Jean Pouilloux, il est président de l'Association des amis des « Sources chrétiennes » de juin 1991 à juin 1997.

## Principales publications
- Hommes de droite, hommes de gauche, Paris, Economie et Humanisme, 1947, 115 p.

- Les capitaux et la région : étude géographique : essai sur le commerce et la circulation des capitaux dans la région lyonnaise, Paris, Librairie Armand Colin, 1955, XVII-532 p.
- Le commerce des soies à Lyon sous Napoléon et la crise de 1811, Paris, Presses universitaires de France, 1957, 136 p.
- L'organisation de l'espace : éléments de géographie volontaire, Paris, Hermann, 1966, 604 p.
- L'espace financier : analyse géographique, Paris, Armand Colin, 1974, 302 p.
- L'Hôpital et la ville: géographie hospitalière, Paris, Hermann, 1980, 241 p. (ISBN 978-2-7056-1397-6).
- L'Europe des régions, Paris, Flammarion, 1991, 432 p. (ISBN 978-2-08-212806-3).

## Archives
L’Institut d’Urbanisme de Lyon (Université Lumière Lyon 2) conserve une partie de ses archives, dans le "Fonds Labasse".

## En savoir plus